# ديك ويكفيلد
ديك ويكفيلد (بالإنجليزية: Dick Wakefield)‏ هو لاعب كرة قاعدة أمريكي، ولد في 6 مايو 1921 في شيكاغو في الولايات المتحدة، وتوفي في 26 أغسطس 1985 في بلدة ريدفورد في الولايات المتحدة.

## وصلات خارجية
- ديك ويكفيلد على موقعبيزبول رفرنس.كوم (الدوري الرئيسي) (الإنجليزية)